# Heinrich I. (Brabant)

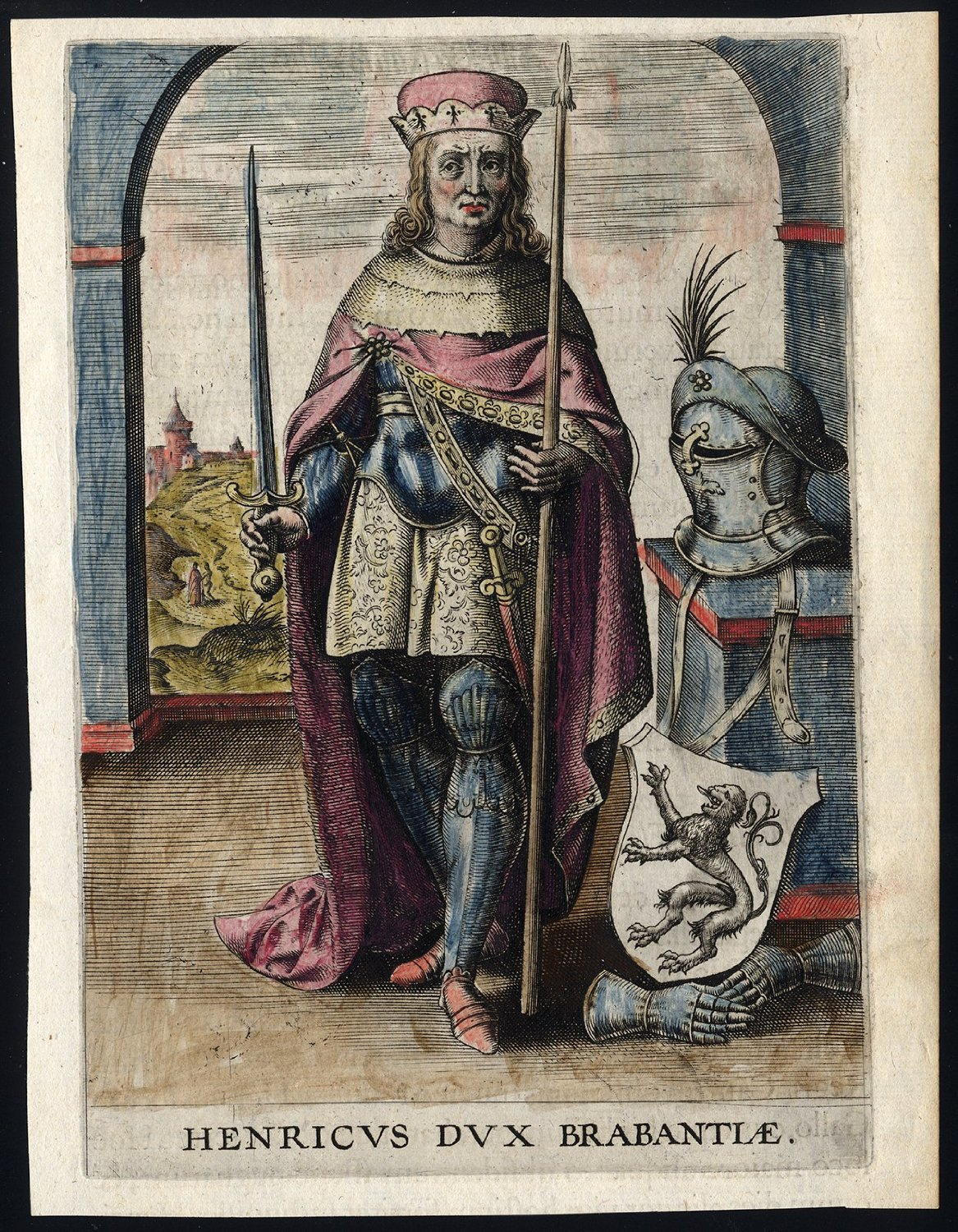
Heinrich, Herzog von Brabant, Darstellung um 1600

Heinrich I., genannt der Mutige (* um 1165; † 5. September 1235 in Köln) war seit 1179 Graf von Brüssel, seit 1183 Herzog von Brabant sowie seit 1190 Graf von Löwen, Markgraf von Antwerpen und Herzog von Niederlothringen. Er war der Sohn von Gottfried III., Graf von Löwen und Brüssel, Landgraf von Brabant, Markgraf von Antwerpen und Herzog von Niederlothringen, und der Margarete von Limburg.

## Leben und Wirken
Der Vater beteiligte Heinrich früh an den Regierungsgeschäften des Herzogtums, schon 1172 wurde er – an dessen Seite – als Herzog bezeichnet. 1179 heiratete er Mathilde von Boulogne, eine Nichte Philipps von Elsass, Graf von Flandern, und erhielt zu diesem Anlass von seinem Vater die Grafschaft Brüssel. Er hatte mehrere militärische Auseinandersetzungen mit den Grafen von Hennegau und vertrat seinen Vater, als dieser 1182 bis 1184 im Heiligen Land war. Der Kaiser erhob Brabant 1183 zum Herzogtum. 1185 gründete er ’s-Hertogenbosch. Beim Tod seines Vaters 1190 trat er dessen Nachfolge an.
Schnell fand er sich im Gegensatz zu Kaiser Heinrich VI., zuerst anlässlich der Wahl seines Bruders Albrecht zum Bischof von Lüttich (die Auseinandersetzung führte 1192 zur Ermordung des Bischofs, woraufhin sich Brabant und Hennegau vier Jahre lang der Wahl des Nachfolgers widersetzten), des Weiteren dann wegen des englischen Königs Richard Löwenherz, den Herzog Leopold V. von Österreich gefangen genommen und dem Kaiser ausgeliefert hatte: Heinrich VI. wollte ihn an Philipp II. August von Frankreich weiterreichen, da er die lothringischen Fürsten als pro-englisch ansah. Richard Löwenherz wurde schließlich gegen ein enormes Lösegeld freigelassen.
Auch er zog mit dem Kreuzzug Heinrichs VI. ins Heilige Land, wo er die Städte Sidon und Beirut für die Christen eroberte, musste aber nach Europa zurückkehren, nachdem Kaiser Heinrich 1197 gestorben war. Seine Ehefrau und er unterstützten in der Nachfolgefrage – so wie die meisten norddeutschen Barone – die Wahl des Welfen Otto IV. (der mit Heinrichs Tochter Maria verlobt war), während die Barone Süddeutschlands sich mehrheitlich für den Staufer Philipp von Schwaben, den Bruder des verstorbenen Kaisers, aussprachen.
1204 wechselte Heinrich von Brabant die Seiten und verbündete sich mit Philipp II. von Frankreich und Philipp von Schwaben gegen den Welfen. Nach dem Mord an Philipp 1208 fand er die Aussöhnung mit Otto IV., an dessen Seite er am 27. Juli 1214 in der Schlacht bei Bouvines kämpfte, wo er fast in Gefangenschaft geraten wäre. Wenig später schloss er ein Bündnis mit Kaiser Friedrich II., wonach seine Regierung in eine friedlichere Politik mündete.
In den Jahren 1217 bis 1218 nahm Heinrich am Kreuzzug von Damiette nach Ägypten teil.
Er nahm an der Reichsversammlung in Worms im Frühjahr 1231 teil, auf der unter anderem das sogenannte Statutum in favorem principum erlassen wurde. Im April 1235 reiste Heinrich zusammen mit dem Erzbischof Heinrich I. von Köln im Auftrag Friedrichs II. nach England, um die Verlobte des Kaisers, Isabella, Tochter des Königs Johann Ohneland, nach Deutschland zu holen. Auf dem Rückweg erkrankte der Herzog von Brabant in Köln und starb. Sein Grab befindet sich in der St.-Pieters-Kirche in Löwen.

## Nachkommen
In erster Ehe war Heinrich seit 1179 mit Mathilde von Boulogne (* 1170, † 1210) verheiratet, der jüngsten Tochter von Matthäus von Elsass und Maria von Blois, Graf und Gräfin von Boulogne; Kinder von Heinrich und Mathilde waren:
- Adelheid (* 1190, † 1265), Gräfin von Boulogne, ⚭ 
  1. 1206 Arnold III. († 1223), Graf von Looz
  2. 1225 Wilhelm X. von Clermont (* 1195, † 1247), Graf von Auvergne
  3. Arnold von Wesemaele
- Maria (* 1190, † 1260), ⚭
  1. Otto IV. (* 1177, † 1218), Kaiser
  2. 1220 Wilhelm I. (* 1167, † 1223), Graf von Holland
- Margarete (* 1192, † 1231), ⚭ 1206 Gerhard IV. († 1229), Graf von Geldern
- Mathilde (* 1200, † 1267), ⚭
  1. 1212 Heinrich II. († 1214), 1212 Pfalzgraf bei Rhein
  2. 1224 Florens IV. (* 1210, † 1234), Graf von Holland
- Heinrich II. (* 1207, † 1248), Herzog von Brabant
- Gottfried (* 1209 † 1254), Herr von Gaasbeek

Nach dem Tod Mathildes heiratete er 1213 Maria von Frankreich (* 1198 † 1224), Tochter des Königs Philipp II. August und der Agnes-Maria von Andechs-Meranien. Kinder von Heinrich und Maria waren:
- Elisabeth († 1272), ⚭ 
  1. 1233 Dietrich von Kleve (* 1214 † 1244), Herr von Dinslaken
  2. 1246 Gerhard II. von Wassenberg († 1255)
- Maria, † jung